# Севастополь (Калужская область)
Севастополь — село в Хвастовичском районе Калужской области. Входит в состав муниципального образования сельское поселение «Село Красное».

## История
Населённый пункт образован в середине XIX века в связи с работой Красненского сахарного завода, переселенцами из села Красное. Первыми из них стала семья Парамоновых. В 20-х годах XX века, отслужив на черноморском флоте Рябов Егор Васильевич с другом поселились в Красном Хуторе. Местные жители звали их «Севастопольцы» так постепенно и Красный Хутор стали все называть Севастополь.

## Население
| 2002 | 2010 |
| ---- | ---- |
| 46   | ↘16  |